# Дейген Михайло Федорович
Дейген Михайло Федорович (*18 червня 1918 — 10 листопада 1977) — український радянський фізик, член-кореспондент АН УРСР з 1967 року. Народився в Проскурові. Член КПРС з 1945. Закінчив Київський університетт в 1940. Михайло Дейген — один з організаторів Інституту напівпровідників АН УРСР, де з 1960 очолював відділ радіоспектроскопії твердого тіла. Наукові праці — в галузі електронної теорії кристалів, теорії електронного парамагнітного, подвійного електронно-ядерного та параелектричного резонансів. Запровадив поняття «деформаційний потенціал» та «конденсонний ефект» у теорію твердого тіла. Помер у Києві.

## Джерело
- Прес-центр[недоступне посилання з квітня 2019]

| Володимир Вернадський | Це незавершена стаття про українського науковця. Ви можете допомогти проєкту, виправивши або дописавши її. |